# Home Sweet Home (album de Big Pooh et Nottz)
Pour les articles homonymes, voir Home Sweet Home.
Albums par Rapper Big Pooh
Words Paint Pictures
(2015)
Albums par Nottz
You Need This Music
(2010)
Home Sweet Home est un album collaboratif de Rapper Big Pooh et Nottz, sorti le 13 novembre 2015.

## Liste des titres
Tous les titres sont produits par Nottz.
| No  | Titre                                      | Contient un (des) sample(s) de                                             | Durée |
| --- | ------------------------------------------ | -------------------------------------------------------------------------- | ----- |
| 1.  | Intro                                      | Hotline de Shotgun                                                         | 2:36  |
| 2.  | Welcome Home (Interlude)                   |                                                                            | 1:26  |
| 3.  | Preach                                     |                                                                            | 2:31  |
| 4.  | Jesus                                      |                                                                            | 3:05  |
| 5.  | Homemade (Interlude)                       |                                                                            | 1:17  |
| 6.  | Memory (featuring Novej)                   | Memory Lane de Minnie Riperton                                             | 3:24  |
| 7.  | Alone (featuring Jared Evan)               |                                                                            | 2:53  |
| 8.  | Prom Season (featuring Kenneth Whalum III) | African Honeymoon du Golden Music Orchestra                                | 3:20  |
| 9.  | Home Sweet Home (Interlude)                |                                                                            | 1:29  |
| 10. | I Don't Know                               |                                                                            | 2:55  |
| 11. | Fries                                      | That's All Right With Me d'Esther Phillips I Used to Love H.E.R. de Common | 2:45  |
| 12. | El Fin (featuring Blakk Soul)              |                                                                            | 3:23  |